# Мартін Бакош
Мартін Бакош (словац. Martin Bakoš; 18 квітня 1990, м. Списька Нова Весь, ЧССР) — словацький хокеїст, лівий нападник. Виступає за «Слован» (Братислава) у Континентальній хокейній лізі.
Вихованець хокейної школи ХК «Спішска Нова Вес». Виступав за «Слован» (Братислава), ХК «Скаліца».
У чемпіонатах Словаччини — 151 матч (28+37), у плей-оф — 36 матчів (5+11). 
У складі національної збірної Словаччини провів 4 матчі. У складі молодіжної збірної Словаччини учасник чемпіонату світу 2010.
Досягнення
- Чемпіон Словаччини (2012).